# عمليات الأكسدة المتقدمة
عمليات الأكسدة المتقدمة
بمعنى واسع، هي مجموعة من إجراءات المعالجة الكيميائية المصممة لإزالة المواد العضوية (وأحيانًا غير العضوية) في المياه والمياه العادمة عن طريق الأكسدة من خلال التفاعلات مع جذور الهيدروكسيل (OH). في التطبيقات الواقعية لمعالجة مياه الصرف الصحي، يشير هذا المصطلح عادة بشكل أكثر تحديداً إلى مجموعة فرعية من هذه العمليات الكيميائية التي تستخدم الأوزون (O3) ، بيروكسيد الهيدروجين (H2O2) أو ضوءالأشعة فوق البنفسجية. أحد هذه الأنواع من العمليات يسمى الأكسدة الكيميائية في موضعه.

## الوصف
تعتمد عمليات الأكسدة المتقدمة على الحصيلة الموضوعية لجذور الهيدروكسيل شديدة التفاعل (OH). هذه الأنواع المتفاعلة هي أقوى المؤكسدات التي يمكن تطبيقها في الماء ويمكنها أكسدة أي مركب موجود في مصفوفة المياه، غالبًا بسرعة رد فعل محكومة بالانتشار. ونتيجة لذلك، يتفاعل OH بشكل غير انتقائي بمجرد تشكيله وسيتم تفتيت الملوثات بسرعة وكفاءة وتحويلها إلى جزيئات غير عضوية صغيرة. يتم إنتاج جذور الهيدروكسيل بمساعدة واحد أو أكثر من المؤكسدات الأولية (مثل الأوزون، بيروكسيد الهيدروجين، الأكسجين)أو مصادر الطاقة (مثل الضوء فوق البنفسجيةأو المحفزات (مثل ثاني أكسيد التيتانيوم). يتم تطبيق جرعات وتسلسلات وتركيبات دقيقة مبرمجة مسبقًا من هذه الكواشف من أجل الحصول على أقصى إنتاجية OH. بشكل عام، عند تطبيقه في ظروف مضبوطة بشكل صحيح، يمكن لـعمليات الأكسدة المتقدمة تقليل تركيز الملوثات من عدة مئات من جزء في المليون إلى أقل من 5 جزء في البليون وبالتالي تقليل من الطلب الاكسجين الكيميائي والكربون العضوي الكلي بشكل كبير، مما أكسبها الفضل في «عمليات معالجة المياه في القرن الحادي والعشرين». يعتبر إجراء عمليه الاكسدة المتقدمة مفيدًا بشكل خاص لتنظيف المواد السامة بيولوجيًا أو غير القابلة للتحلل مثل المركبات العطرية والمبيدات الحشرية  والمكونات النفطية والمركبات العضوية المتطايرة في مياه الصرف الصحي. بالإضافة إلى ذلك، يمكن استخدام عملية الاكسدة المتقدمة في معالجة مياه الصرف الصحي المعالجة الثانوية والتي تسمى بعد ذلك المعالجة الثلاثية. يتم تحويل المواد الملوثة إلى حد كبير إلى مركبات غير عضوية ثابتة مثل الماء وثاني أكسيد الكربون والأملاح، أي أنها تخضع للتمعدن.الهدف من تنقية المياه العادمة عن طريق إجراءات عمليات الاكسدة هو الحد من الملوثات الكيميائية  والسمية إلى الحد الذي يمكن فيه إعادة إدخال المياه العادمة النظيفة إلى مجاري الاستقبال أو على الأقل، في معالجة مياه الصرف الصحي التقليدية. على الرغم من أن عمليات الأكسدة التي تتضمنن OH .كانت قيد الاستخدام منذ أواخر القرن التاسع عشر (كما هو الحال في كاشف فنتون، والذي كان مع ذلك كاشفًا تحليليًا في ذلك الوقت)،  فإن استخدام هذه الأنواع المؤكسدة في معالجة المياه لم يحظ باهتمام كاف حتى الصقيل وآخرون اقترح التوليد المحتمل لـ "OH" بكمية كافية للتأثير على تنقية المياه «وحدد مصطلح» عمليات الأكسدة المتقدمة لأول مرة في عام 1987. لا تزال عمليات الأكسدة المتقدمة قيد الاستخدام التجاري على نطاق واسع (خاصة في البلدان النامية) حتى اليوم في الغالب بسبب التكاليف المرتفعة نسبيًا. ومع ذلك، فإن قدرتها العالية على الأكسدة وكفاءتها تجعل عمليات الأكسدة المتقدمة أسلوبًا شائعًا في العلاج العالي حيث يتم التخلص من أكثر الملوثات العضوية وغير العضوية تمردًا. إن الاهتمام المتزايد بإعادة استخدام المياه والأنظمة الأكثر صرامة فيما يتعلق بتلوث المياه تعمل حاليًا على تسريع تنفيذ عمليات الاكسدة المتقدمة على نطاق كامل. هناك ما يقرب من 500 منشأة للعمليات الاكسدة المتقدمة تجارية حول العالم في الوقت الحاضر، معظمها في أوروبا والولايات المتحدة. تظهر دول أخرى مثل الصين اهتمامًا متزايدًا في عمليات الاكسدة المتقدمة.

## المزايا
تمتلك عمليات الأكسدة المتقدمة العديد من المزايا التي لا مثيل لها في مجال معالجة المياه:
- يمكنهم التخلص بشكل فعال من المركبات العضوية في المرحلة المائية، بدلاً من جمع أو نقل الملوثات إلى مرحلة أخرى.
- بسبب التفاعل الملحوظ لـ OH ، فإنه يتفاعل فعليًا مع كل ملوث مائي تقريبًا دون تمييز. وبالتالي، فإن AOPs قابلة للتطبيق في العديد من السيناريوهات، إن لم يكن جميعها، حيث يجب إزالة العديد من الملوثات العضوية في نفس الوقت.
- يمكن أيضًا إزالة بعض الفلزات الثقيلة في شكل M (OH) x المترسب.
- في بعض تصميمات عمليات الأكسدة، يمكن أيضًا تحقيق التطهير، مما يجعل هذه العمليات حلاً متكاملاً لبعض مشاكل جودة المياه.
- نظرًا لأن منتج الاختزال الكامل لـ · OH هو H2O ، فإن عمليات الاكسدة المتقدمة نظريًا لا تدخل أي مواد خطرة جديدة في الماء.

## العيوب
يجب إدراك أن عمليات الأكسدة ليست مثالية ولها عدة عيوب.
- والأهم من ذلك، أن تكلفة عمليات الاكسدة مرتفعة إلى حد ما، حيث أن الإدخال المستمر للكواشف الكيميائية باهظة الثمن مطلوب للحفاظ على تشغيل معظم أنظمة عمليات الأكسدة. نتيجة لطبيعتها، تتطلب جذور هيدروكسيل وكواشف أخرى تتناسب مع كمية الملوثات المراد إزالتها.
- تتطلب بعض التقنيات معالجة مسبقة لمياه الصرف الصحي لضمان الأداء الموثوق به، والذي قد يكون مكلفًا ومتطلبًا تقنيًا. على سبيل المثال، يمكن أن يقلل وجود أيونات البيكربونات (HCO3−) بشكل ملحوظ من تركيز · OH بسبب عمليات الكسح التي تنتج H2O وأنواع أقل تفاعلية بكثير، CO3- ونتيجة لذلك، يجب محو البيكربونات من النظام أو تعرض عمليات الاكسدة للخطر.
- ليس من الفعال من حيث التكلفة استخدام عمليات الأكسدة المتقدمة فقط للتعامل مع كمية كبيرة من مياه الصرف الصحي؛ بدلاً من ذلك، يجب نشر عمليات الاكسدة المتقدمة في المرحلة النهائية بعد إزالة العلاج الأساسي والثانوي بنجاح نسبة كبيرة من الملوثات.

## المستقبل
منذ تعريف عمليات الأكسدة المتقدمة لأول مرة في عام 1987، شهد المجال تطورًا سريعًا من الناحية النظرية والتطبيقية. حتى الآن، تلقت أنظمة TiO2 / UV ، وأنظمة H2O2 / UV ، وأنظمة فنتون وصور فنتون تدقيقًا شاملاً. ومع ذلك، لا يزال هناك العديد من الاحتياجات البحثية الاتجاهات الأخيرة هي تطوير عمليات الأكسدة المتقدمة الجديدة المعدلة والفعالة والاقتصادية. في الواقع، كانت هناك بعض الدراسات التي تقدم حلولاً بناءة. على سبيل المثال، المعالجة بمواد كيماويه لتقوية  TiO2 مع عناصر غير معدنية يمكن أن تعزز نشاط التحفيز الضوئي. وتنفيذ العلاج بالموجات فوق الصوتية يمكن أن يعزز إنتاج جذور الهيدروكسيل 